# HMS Offa (G29)
Pour les autres navires du même nom, voir HMS Offa.
Le HMS Offa est un destroyer de classe O en service dans la Royal Navy pendant la Seconde Guerre mondiale.
Troisième navire de guerre britannique à porter ce nom, l'Offa est mis sur cale le 15 janvier 1940 aux chantiers navals Fairfield Shipbuilding and Engineering Company de Govan, en Écosse. Il est lancé le 11 mars 1941 et mis en service le 20 septembre 1941, sous le commandement du lieutenant commander Robert Alastair Ewing.

## Historique

### Seconde Guerre mondiale
En novembre 1941, l'Offa fait partie de l'escorte du convoi PQ 4, le cinquième des convois de l'Arctique de la Seconde Guerre mondiale. Le convoi appareille de Hvalfjord, en Islande le 17 novembre 1941 et atteint Arkhangelsk le 28 novembre 1941.
Le 14 septembre 1942, l'Offa secourt les survivants du pétrolier britannique Atheltemplar, endommagé par une torpille du sous-marin allemand U-457 au sud-ouest de l'île aux Ours.
Le 26 janvier 1944, sous les ordres du lieutenant commander R. F. Leonard, le navire secourt des survivants du marchand britannique Fort Bellingham, coulé par une torpille de l'U-957 dans la mer de Barents, au nord cap Nord.
Il participe aux célébrations de l'anniversaire du roi à Kiel le 2 juin 1945 en compagnie du HMS Obedient.

### Après-guerre
En 1946, l'Offa sert de navire cible pour les sous-marins, avant d'être placé en réserve à Devonport en février 1948. En avril 1948, il est réaménagé à Devonport en vue d'une vente à la marine pakistanaise. Le transfert au Pakistan est acté le 30 novembre 1949, au cours duquel il est renommé PNS Tariq.
Le destroyer retourne dans la Royal Navy en juillet 1959 et rejoint Portsmouth. Il est démoli à Sunderland à compter du 13 octobre 1959.